# Tenley Albright
Tenley Albright, född 18 juli 1935 i Newton Center i Massachusetts, är en amerikansk före detta konståkare.
Albright blev olympisk guldmedaljör i konståkning vid vinterspelen 1956 i Cortina d'Ampezzo.